# Viveca
Viveca oder Viveka ist ein schwedischer weiblicher Vorname, der sich vom niederdeutschen wib (Frau) herleitet und ungefähr dem deutschen Vornamen Wiebke entspricht.
Der Name, der in Schweden seit dem späten 18. Jahrhundert verwendet wird, ist vor allem bei den in den 1940er bis 1960er Jahren Geborenen verbreitet und wird heute selten vergeben. Am 31. Dezember 2009 gab es in Schweden 4.999 Personen mit dem Namen Viveka oder Viveca, von denen 2543 den Namen als Rufnamen trugen. Im Jahr 2003 erhielten 30 Mädchen den Namen, von denen 8 ihn als Rufnamen trugen. 
Namenstag für Viveka und Vibeke: 16. November (1986–2000: 24. April)

## Namensträgerinnen
- Vivica Bandler (1917–2004), finnisch-schwedische Theaterregisseurin
- Viveka Bergström (* 1958), schwedische Schmuckdesignerin
- Viveka Eriksson (* 1956), schwedische Politikerin der Åland-Inseln
- Viveka Hagnell (* 1940), schwedische Literaturwissenschaftlerin und Autorin
- Viveka Linder (1918–1968), schwedische Schauspielerin
- Viveca Lindfors (1920–1995), schwedisch-amerikanische Schauspielerin
- Viveca Lindfors (* 1999), finnische Eiskunstläuferin
- Viveca Lärn (* 1944), geborene Sundvall, schwedische Schriftstellerin
- Viveca Ringmar (* 1957), schwedische Journalistin und TV-Moderatorin
- Viveka Seldahl (1944–2001), schwedische Schauspielerin
- Viveka Starfelt (1906–1976), schwedische Schriftstellerin und Übersetzerin